# La svergognata
La svergognata è un film del 1974 diretto da Giuliano Biagetti, girato quasi completamente nell'isola d'Ischia.

## Trama
Fabio è uno scrittore in piena crisi creativa, sposato con Silvia, una bella attrice per la quale però non riesce più a entusiasmarsi. Durante una vacanza con amici a Ischia, incontra la diciottenne Ornella e tra i due inizia lentamente una relazione.

## Distribuzione
Il film viene distribuito dalla Variety Film il 16 agosto 1974, con doppiaggio affidato alla C.D.M..